# Association française des biotechnologies végétales
L’Association française des biotechnologies végétales (AFBV) est une ONG régie par loi de 1901 sur les associations et un lobby dans le domaine des biotechnologies végétales.

## Origine
Soixante-dix membres fondateurs créent l’AFBV lors de l’assemblée générale constitutive tenue à Paris le 6 juin 2009. L’AFBV a été déclarée le 16 juin et publiée au Journal officiel le 4 juillet 2009.

## Missions
L’AFBV promeut les biotechnologies végétales et leur vulgarisation pédagogique.
Elle considère que les biotechnologies végétales contribueront, dans le contexte actuel d'augmentation de la demande alimentaire mondiale et de réchauffement climatique, à améliorer la production  agricole tout en la rendant plus écologique et donc bénéfique à toute la société.
Les biotechnologies végétales offriraient de nouvelles perspectives dans de nombreux domaines tels que : la nutrition, l'énergie (biocarburants), la chimie (verte) et l'environnement. En particulier, les nouvelles biotechnologies permettraient d'améliorer des résistances aux maladies et ravageurs des espèces cultivées et de contribuer à la réduction de l'utilisation des produits phytosanitaires qui sont en voie d'interdiction.

## Fonctionnement
Le conseil d'administration de l'association (quinze membres) est présidé en 2016 par Alain Deshayes. Sous la présidence de Georges Pelletier, un Comité scientifique élabore la communication scientifique de l'association.
L'AFBV organise des colloques, diffuse son bulletin d'information et publie des communiqués de presse.

## Communication

### Débat sur lesOGM
Le 4 octobre 2012, en marge d'un colloque sur les biotechnologies, l'AFBV a critiqué avec vigueur les conclusions de l'étude de Gilles-Éric Séralini sur les effets du maïs transgénique NK 603 sur les rats. Selon l'association, la taille de l'échantillon limité à 20 rats ne peut mener à une interprétation statistique valable, d'autre part, la souche de rat utilisée Sprague-Dawley développe des tumeurs spontanément en vieillissant ce qui invaliderait l'étude. L'association qui a mis en avant une étude toxicologique japonaise sur le principe actif (glyphosate) du pesticide utilisé (le roundup) et attestant de l'innocuité de la molécule, se prononce toutefois pour une amélioration des tests toxicologiques sur le maïs transgénique.
Le 31 mai 2018, l'AFBV diffuse les résultats des différentes études européennes et françaises qui invalident les analyses de Gilles-Éric Séralini, ce qui continue l'affaire Séralini.

### Activité de lobbying auprès des institutions de l'Union européenne
L'AFBV est inscrite depuis 2017 au registre de transparence des représentants d'intérêts auprès de la Commission européenne. Elle déclare en 2017 pour cette activité des dépenses d'un montant de 1 000 euros.

### Pages liées
- Omique
- Multiomique